# Karl Johann Brulliot
Karl Johann Brulliot (31. Juli 1831 in München – 13. März 1897 ebenda) war ein deutscher Jurist, Sänger (Bass), Theaterschauspieler, Opernregisseur, Intendant sowie Gesangspädagoge.

## Leben
Karl Johann Brulliot war der Sohn des langjährigen Konservators der Münchener Kupferstichsammlung Franz Brulliot, eines Gelehrten von Ruf, sein Großvater war der Maler Joseph Brulliot. Nachdem er 1850 das Wilhelmsgymnasium München absolviert hatte, bezog er die Universität seiner Vaterstadt, um Jura zu studieren. Auch nahm er Gesangsstunden am Konservatorium unter Leitung Franz Hausers und begann 1853 als erster Bassist am Hoftheater in Karlsruhe seine Sängerlaufbahn.
Hier wirkte er, nachdem er zuletzt mit der Oberleitung dieser Hofbühne betraut worden war, bis er 1873 einem Antrag an das Hoftheater nach München Folge leistete. Zuerst war er dort auch als Sänger tätig, später jedoch nur als Schauspieler.
Seine größten Verdienste errang er als Opernregisseur, so mit der ersten Gesamtaufführung des Nibelungenringes. Er wurde zum Professor für Drama und Oper an der Königlichen Musikschule in München ernannt.
1892 zog er sich, schon früher zum königl. Oberregisseur ernannt, krankheitshalber von der Bühnentätigkeit zurück, setzte jedoch noch einige Zeit seine Lehrtätigkeit fort. Am 24. März 1897 erlag er seinem Leiden.
Brulliot war verheiratet mit der ehemaligen Sängerin Anna Masius, der Witwe des Schauspielers Julius Braunhofer.

## Schüler (Auswahl)
- Felix Ehrl
- Johann Messchaert
- Emilie Welti